# Dourduff
Der Dourduff (bretonisch Dourdu) ist ein Küstenfluss in Frankreich, der im Département Finistère in der Region Bretagne verläuft. Er entspringt im Gemeindegebiet von Plouigneau, entwässert generell Richtung Nordwest bis West und mündet nach rund 21 Kilometern beim Weiler Le Dourduff en Mer, im Gemeindegebiet von Plouezoc’h, in der Bucht Rade de Morlaix in den Ärmelkanal. Unterhalb des Weilers Le Dourduff en Terre ist er bereits von den Gezeiten beeinflusst und bildet einen Mündungstrichter.
Der Dourduff trifft hier auf den Fluss Morlaix, mündet jedoch nach offiziellen Angaben nicht in diesen, sondern ist ein eigenständiger Küstenfluss.

## Orte am Fluss
(in Fließreihenfolge)
- Plouégat-Guérand
- Garlan
- Le Dourduff en Terre, Gemeinde Plouezoc’h
- Le Dourduff en Mer, Gemeinde Plouezoc’h

## Sehenswürdigkeiten
- Gezeitenmühle Moulin à marée de Melin Vor aus dem 16. Jahrhundert – Monument historique[4] nahe dem Weiler Le Dourduff en Terre.